# Patrick Hope-Johnstone
Patrick Andrew Wentworth Hope-Johnstone (né le 19 avril 1941), 11e comte d'Annandale & Hartfell, est pair écossais qui succède à son père en 1983 en tant que chef du clan Johnstone, et aux autres titres familiaux.

## Biographie
Le comte se marie avec Susan, seule fille du colonel Walter Ross CB OBE MC, lord-lieutenant du Kirkcudbrightshire. Le frère de la comtesse d'Annandale et Hartfell est sir Malcolm Ross, l'actuel Lord-prieur de l'ordre de Saint-Jean.
Hope-Johnstone siège à divers comités du conseil du comté de Dumfries de 1970 à 1975. De 1974 à 1986, il est membre du conseil régional de Dumfries et Galloway. De 1984 à 1986, il siège au Scottish Valuation Advisory Council auprès du secrétaire d'État pour l'Écosse . En 1987, il est nommé Deputy-lieutenant de Dumfries et, en 1992, devient vice- lord lieutenant de Dumfries .
De 1976 à 2004, il a été membre souscripteur du Lloyd's of London . De 1985 à 1988, il a été administrateur de Bowrings Members Agency, puis de son successeur Murray Lawrence jusqu'en 1992.
Hope-Johnstone a siégé au Solway River Purification Board de 1970 à 1986. De 1981 à 1984, il a été président de la Royal Scottish Forestry Society , et il a été nommé au Annan Fishery Board en 1983. De 1984 à 1988, il a présidé le Royal Jubilee Trust et The Prince's Trust pour Dumfries et Galloway.
Il siège à la Chambre des lords de 1986 à 1999 avec les conservateurs et est exclu cette année en vertu du House of Lords Act 1999 comme la plupart des autres pairs héréditaires. Il ne se représente pas pour retourner à la Chambre lors d'élections partielles.

## Famille
Hope-Johnstone est le fils du major Percy Wentworth Hope-Johnstone (décédé en 1983) et de sa seconde épouse Margaret Hunter-Arundell. Il fait ses études à la Stowe School et au RAC Cirencester.
En 1969, il épouse Susan, la fille de Walter John Macdonald Ross , dont il a un fils et une fille :
- David Patrick Wentworth Hope-Johnstone, Lord Johnstone (né en 1971), marié (div. 2020), Penelope J. Macmillan en 2001 et a un fils Percy et deux filles Anna et Rose. Il a également un fils (né en 2019) avec sa nouvelle partenaire Sarah Sherlock.
- Lady Julia Claire Hope-Johnstone (née en 1974), épouse Andrew Lindsay Curtis Barnard et a un enfant.

En 1983, il succède à son père en tant que chef du Clan Johnstone , intendant héréditaire d' Annandale et gardien héréditaire du château de Lochmaben. Hope-Johnstone continu à poursuivre la revendication familiale du comté d'Annandale et Hartfell, son père étant l'héritier de la fille aînée du deuxième comte. Les revendications précédentes, fondées sur des lettres patentes de 1661, avaient été rejetées car leur reste ne concernait que les héritiers généraux masculins; cependant, Hope-Johnstone a pu produire une charte royale de 1662 qui a prolongé le reste. Cela a été reconnu par le Comité des privilèges comme une création d'un comté à part entière, et il a été convoqué à la Chambre des lords .en 1986 en tant que comte d'Annandale et Hartfell. Le titre accordé en vertu des 1661 lettres patentes demeure vacant en 2017.